# Орля (Щучинский район)
Орля (бел. О́рля) — агрогородок в Щучинском районе Гродненской области Белоруссии. Административный центр Орлевского сельсовета.

## География
Расположен в 25 км на северо-востоке от Щучина, в 17 км от железнодорожной станции Рожанка; на автомобильной дороге Желудок — Куриловичи.

### Гидрография
Река Неман.

## История

### Великое Княжество Литовское
Первое письменное воспоминание об Орле (под названием Орлея) как имении, владении Ю. Сташевского содержится в Литовской метрике и датируется 1666 годом. В то время здесь было 70 площадей, рынок (застройка — 19 дворов в 4 линии), 4 улицы (Мостовская, Виленская, от рынка до реки Неман, от реки Неман), кальвинистский сбор, школа, корчм (2 площади). Позже Орля перешла к П. Брестскому. Со времен своего основания поселение входило в состав имения Липично Лидского уезда Виленского воеводства.
В Северную войну (1700—1721) около Орли в феврале — марте 1706 года шведы под командой генерала М. Стенбака соорудили мост через Неман для переправы своих полков. 8 марта 1706 года во время инспекционной поездки на стройку моста чуть не погиб король Швеции Карл XII. Он пытался перейти через Неман по весеннему льду, провалился в воду, и был спасён своими офицерами. В 1783 году в местечке построили греко-католическую церковь.

### В составе Российской империи
В результате третьего раздела Речи Посполитой (1795) Орля оказалась в составе Российской империи, где стала центром волости Лидского уезда Виленской губернии. По состоянию на 1829 год в местечке было 45 зданий (31 христианский и 14 иудейских), на 1863 год — 58 жилых домов, на 1886 год — 83 двора, деревянная церковь, еврейский молитвенный дом, пристань. В 1905 году существовали врачебный участок, народное училище.
В 1905 году в Орлянской волости Лидского уезда Виленской губернии.
На 1909 год — 29 дворов, волостная управа, церковь, синагога, школа, 2 магазина, 2 корчмы, кабачок.

### Новейшее время
Согласно Рижскому мирному договору 1921 года Орля оказалась в составе межвоенной Польской Республики, в Лидском уезде Новогрудского воеводства. В то время в местечке было 99 домов. По состоянию на 1933 год — 127 дворов, церковь, синагога, почта, клуб, школа.
В 1939 году Орля вошла в БССР, где 12 октября 1940 года стала центром сельсовета Желудокского района (с 17 апреля 1962 года в Щучинском районе). Статус поселения понизили до деревни. По состоянию на 1940 год в Орле было 129 дворов, неполная средняя школа, дом-читальня, почта, телефон, больница; на 1998 год — 219 дворов, на 1 января 2001 года — 215.
В 2010 году деревня Орля преобразована в агрогородок.

## Население

### Численность
- 2019 год — 313 человек

### Динамика
- XIX век: 1829 год — 174 чел., в том числе 125 христиан и 49 иудеев[4]; 1863 год — 349 чел.; 1869 год — 350 чел.; 1886 год — 598 чел.; 1897 год — 804 чел.
- XX век: 1905 год — 726 чел.; 1909 год — 436 чел.; 1919 год — 554 чел.; 1921 год — 579 чел.; 1933 год — 579 чел.; 1940 год — 733 чел.; 1998 год — 552 чел.; 2000 год — 518 чел., 217 дворов.
- XXI век: 1 января 2001 года — 511 чел.;  2009 год — 431 чел.[3]; 2019 год — 313 чел.

## Инфраструктура
Средняя школа, дошкольное учреждение, больница, Дом культуры, библиотека, почта.

## Культура
- Дом культуры
- Историко-краеведческий музей ГУО "Орлевская средняя школа имени С.П.Шупени". Создан в 1986 году.

## Достопримечательность
- В 2,5 км на северо-запад от Орла расположено селище XII—XIII вв.
- Еврейские захоронения
- Церковь Покрова Пресвятой Богородицы (1866)[5] — православный храм
- Братская могила советских воинов

### Памятник, скульптура
- Памятник землякам, погибшим в Великой Отечественной войне
- Мемориальная доска в честь С. П. Шупени. Установлена на здании школы.

## Известные лица
- Тамара Владимировна Казак (род. 1957) — психолог. Доктор психологических наук, профессор.